# فرانسيسكو فيلاسيير
فرانسيسكو فيلاسيير أبالو (بالإسبانية: Francisco Feuillassier Abalo)‏ ويعرف باسم فرانتشو (بالإسبانية: Franchu)‏ هو لاعب كرة قدم أرجنتيني في مركز الوسط ولد في يوم 12 مايو 1998 في بوينس أيرس في الأرجنتين، يلعب حالياً مع نادي إيبار الإسباني، ويبلغ طوله 172 سم.

## روابط خارجية
- فرانسيسكو فيلاسيير على موقع الاتحاد الأوربي (الإنجليزية)
- فرانسيسكو فيلاسيير على موقع قاعدة بيانات كرة القدم.إي يو (الإنجليزية)
- فرانسيسكو فيلاسيير على موقع Soccerway.com (الإنجليزية)